# Sanju Pradhan
Sanju Pradhan (West Sikkim, 15 agosto 1989) è un calciatore indiano, centrocampista del Bhawanipore.

## Statistiche

### Presenze e reti nei club
| Stagione        | Club             | Campionato      | Campionato | Campionato | Coppe nazionali | Coppe nazionali | Coppe nazionali | Coppe continentali | Coppe continentali | Coppe continentali | Supercoppe | Supercoppe | Supercoppe | Totale | Totale |
| Stagione        | Club             | Comp            | Pres       | Reti       | Comp            | Pres            | Reti            | Comp               | Pres               | Reti               | Comp       | Pres       | Reti       | Pres   | Reti   |
| --------------- | ---------------- | --------------- | ---------- | ---------- | --------------- | --------------- | --------------- | ------------------ | ------------------ | ------------------ | ---------- | ---------- | ---------- | ------ | ------ |
| 2021            | Bengaluru United | IL2             | 3          | 1          | -               | -               | -               | -                  | -                  | -                  | DC         | 4          | 0          | 7      | 1      |
| Totale Carriera | Totale Carriera  | Totale Carriera | 3          | 1          |                 | -               | -               |                    | -                  | -                  |            | 4          | 0          | 7      | 1      |

### Cronologia presenze e reti in nazionale
| Cronologia completa delle presenze e delle reti in nazionale ― India | Cronologia completa delle presenze e delle reti in nazionale ― India | Cronologia completa delle presenze e delle reti in nazionale ― India | Cronologia completa delle presenze e delle reti in nazionale ― India | Cronologia completa delle presenze e delle reti in nazionale ― India | Cronologia completa delle presenze e delle reti in nazionale ― India | Cronologia completa delle presenze e delle reti in nazionale ― India | Cronologia completa delle presenze e delle reti in nazionale ― India |
| Data                                                                 | Città                                                                | In casa                                                              | Risultato                                                            | Ospiti                                                               | Competizione                                                         | Reti                                                                 | Note                                                                 |
| -------------------------------------------------------------------- | -------------------------------------------------------------------- | -------------------------------------------------------------------- | -------------------------------------------------------------------- | -------------------------------------------------------------------- | -------------------------------------------------------------------- | -------------------------------------------------------------------- | -------------------------------------------------------------------- |
| 22-8-2012                                                            | Nuova Delhi                                                          | India                                                                | 2 – 1                                                                | Siria                                                                | Nehru Cup 2012 - 1º turno                                            | -                                                                    | 70’                                                                  |
| 25-8-2012                                                            | Nuova Delhi                                                          | India                                                                | 3 – 0                                                                | Maldive                                                              | Nehru Cup 2012 - 1º turno                                            | -                                                                    | 46’                                                                  |
| 31-8-2012                                                            | Nuova Delhi                                                          | India                                                                | 0 – 1                                                                | Camerun                                                              | Nehru Cup 2012 - 1º turno                                            | -                                                                    |                                                                      |
| 2-9-2012                                                             | Nuova Delhi                                                          | Camerun                                                              | 2 – 2                                                                | India                                                                | Nehru Cup 2012 - Finale                                              | -                                                                    | 63’                                                                  |
| 25-12-2015                                                           | Kerala                                                               | Sri Lanka                                                            | 0 – 2                                                                | India                                                                | SAFF Championship 2015 - 1º turno                                    | -                                                                    | 69’                                                                  |
| 27-12-2015                                                           | Kerala                                                               | India                                                                | 4 – 1                                                                | Nepal                                                                | SAFF Championship 2015 - 1º turno                                    | -                                                                    | 46’                                                                  |
| 31-12-2015                                                           | Kerala                                                               | India                                                                | 3 – 2                                                                | Maldive                                                              | SAFF Championship 2015 - Semifinale                                  | -                                                                    | 85’                                                                  |
| 3-1-2016                                                             | Kerala                                                               | India                                                                | 2 – 1 dts                                                            | Afghanistan                                                          | SAFF Championship 2015 - Finale                                      | -                                                                    | 120+1’                                                               |
| Totale                                                               |                                                                      | Presenze                                                             | 8                                                                    |                                                                      | Reti                                                                 | 0                                                                    |                                                                      |

## Palmarès

### Club

#### Competizioni nazionali
- Indian Super League: 1

Atlético de Kolkata: 2014

### Nazionale
- SAFF Championship: 1

2015